# Kepler-62 b
Kepler-62 b è il più interno ed il secondo più piccolo esopianeta scoperto in orbita attorno alla stella Kepler-62, con un diametro di circa il 30% più grande della Terra. È stato trovato usando il metodo di transito, in cui viene misurato l'effetto di oscuramento che un pianeta provoca mentre attraversa il fronte alla sua stella.  

## Caratteristiche fisiche

### Massa, raggio e temperatura
Kepler-62 b è un super-Terra, un esopianeta con un raggio e una massa più grandi della Terra ma più piccoli di quelli dei giganti di ghiaccio Nettuno e Urano. Ha una temperatura di equilibrio di 750 K (477 °C; 890 °F). Questo è abbastanza caldo da fondere alcuni tipi di metallo Ha un raggio di 1,3 R⊕, mettendolo al di sotto del raggio stimato di ≤1,6 R⊕ dove altrimenti sarebbe un mini-Nettuno con una composizione volatile, senza superficie solida. Tuttavia, la massa non è attualmente nota, le stime pongono un limite superiore di <9  M⊕, la massa effettiva dovrebbe essere significativamente inferiore a questa.

### Stella ospite
Il pianeta orbita attorno a una stella (di tipo K) chiamata Kepler-62, orbitata da un totale di cinque pianeti, di cui Kepler-62 f ha il periodo orbitale più lungo. La stella ha una massa di 0,69 M☉ e un raggio di 0,64 R☉. Ha una temperatura di 4925 K e ha 7 miliardi di anni. In confronto, il Sole ha 4,6 miliardi di anni e ha una temperatura superficiale di 5778 K .

### Orbita
Kepler-62 b orbita attorno alla sua stella ospite con un periodo orbitale di 5 giorni a una distanza di circa 0,05 UA. Riceve 70 volte più luce solare della Terra dal Sole.

## Scoperta
Nel 2009, la navicella spaziale Kepler della NASA stava completando l'osservazione delle stelle sul suo fotometro, lo strumento che utilizza per rilevare eventi di transito, in cui un pianeta attraversa di fronte e attenua la sua stella ospite per un breve e approssimativamente regolare periodo di tempo. In quest'ultimo test, Kepler ha osservato 50000 stelle nel catalogo di input di Kepler, incluso Kepler-62; le curve di luce preliminari sono state inviate al team scientifico di Kepler per l'analisi. Le osservazioni per i potenziali candidati agli esopianeti hanno avuto luogo tra il 13 maggio 2009 e il 17 marzo 2012. Dopo aver osservato i rispettivi transiti, che per Kepler-62 b si verificavano all'incirca ogni 5 giorni, alla fine si è concluso che un corpo planetario era responsabile dei transiti periodici di 5 giorni. La scoperta è stata annunciata il 18 aprile 2013.